# Concepción Leyes de Chaves
Concepción Leyes de Chaves (Caazapá, 26 de abril de 1891-Asunción, 1985) fue una dramaturga, ensayista y periodista paraguaya.

## Primeros años
Nació en Caazapá, capital del departamento del mismo nombre, el 26 de abril de 1891. Es hija del español Francisco Leyes y Benita Espínola.
Maestra normal, fue a trabajar primeramente a Ayolas, localidad del departamento de Misiones, del Paraguay,  especializada en arte, narradora, dramaturga, ensayista y periodista, colaboró, desde muy joven en diarios de la capital paraguaya y en revistas y publicaciones de países limítrofes.

## Trayectoria
Extraordinaria conferencista, entre 1936 y 1975 dictó más de 30 conferencias sobre temas diversos. La última de ellas en la Academia Paraguaya de la Historia, versó sobre «La mujer en la historia de América» y fue unánimemente elogiada por su profundidad y rigurosa documentación.
Su nombre cobró notoriedad nacional cuando, en un Concurso convocado por el Ministerio de Educación y Cultura, sus libros de lectura fueron aprobados para el uso en todas las escuelas de la República. Así, “Amanecer”, “Caminito”, “Nave”, “Alegría”, “Patria mía” y “Cumbre”, libros para el primer al sexto grados de la escuela primaria, fueron los aliados de maestros y niños en el logro de una educación significativa para el país. 

## Premios obtenidos y cargos ocupados
Obtuvo, a lo largo de su vida, numerosos premios, reconocimientos y galardones, al tiempo de desempeñar importantes cargos.
| Año               | Actividad destacable |
| ----------------- | --- |
| 1941              | Primer premio en el concurso de novelas del Ateneo Paraguayo, de Asunción |
| 1944              | Premiada en un concurso de novelas en el Brasil. |
| 1976              | Premiada en concurso de novelas en la Argentina |
| Entre 1953 y 1957 | Fue elegida, por unanimidad, como Presidenta de la Comisión Interamericana de Mujeres con sede en Washington D. C. |
| 1954              | Fue designada como Delegada Alterna y Ministra Plenipotenciaria ante la OEA en Washington. |
| 1955              | Fue designada como Presidenta de la Comisión de Conferencias de la Academia Paraguaya de la Lengua Española. Fue condecorada con la Orden Nacional al Mérito de la República de Haití. |
| 1955              | Recibió las llaves de oro de las ciudades de Puerto Príncipe (Haití), Santo Domingo (República Dominicana) y San Juan de Puerto Rico. Obtuvo, en su carácter de Presidenta de la Comisión Interamericana de Mujeres, el reconocimiento de los derechos jurídicos de la mujer en América. Fue incluida entre las cuatro mujeres más destacadas del año en toda América. |
| 1958              | Obtuvo la Medalla de Honor del Instituto Femenino de Caracas. |
| Entre 1959 y 1969 | Obtuvo condecoraciones como Oficial de la Orden Artes y Letras, Oficial de la Orden Nacional del Mérito de Francia y la Medalla del Mérito Nacional Rondon del Brasil, |
| 1958              | En Asunción le cupo ser Presidenta del Seminario sobre Museología de la Unesco y Presidenta de la Comisión de Museos y Monumentos Nacionales del Paraguay. |
| 1965              | Presidenta de la Alianza Francesade Asunción. |
| 1976              | Directora del Anuario de la Academia Paraguaya de la Historia. |
| 1980              | Asesora Emérita de la Comisión Interamericana de Mujeres. |

Obras suyas fueron publicadas en revistas de los Estados Unidos como “Ride with the Sun” y “United Nation Women’s guide” y figuran asimismo en la antología hispanoamericana “América habla” (Buenos Aires, 1976) y en la “Historia de la Literatura Iberoamericana” publicada en Madrid en 1982.
Su casa fue un sitio de encuentro de la intelectualidad paraguaya, dados su carácter afable, su dotes de anfitriona notable, su innata inteligencia, su jovialidad y su apertura.

## Vida personal y muerte
Casada con Manuel W. Cháves, profesor, periodista y parlamentario, fue madre de seis hijos.
Falleció en Asunción en 1985.

## Obras
Su obra creativa incluye títulos tales como:
- “Tava’i” (1942), novela de carácter folklórico

- “Río Lunado - Mitos y leyendas del Paraguay” (1951)

- “Madame Lynch” (1957), biografía novelada de la compañera del Mariscal Francisco Solano López, héroe paraguayo muerto en 1870

- “Hechizos de Guarania” y “Romance de la Niña Francia”, ambas obras adaptadas a ballets.